# عائشة آيت حدو
عائشة آيت حدو هي أستاذة جامعية وسياسية ونائبة برلمانية مغربية وُلدت في مدينة أزيلال في المغرب.

## الدراسة
أنهت عائشة آيت حدو دراستها الثانوية في مدينة أزيلال وحصلت على شهادة البكالوريا، ثُم التحقت بالدراسة في كلية الحقوق حيث حصلت على إجازة في القانون العام وبالتحديد في تخصص العلوم السياسية، ثُم نالت بعد ذلك درجة الماجستير، ثُم درجة الدكتوراة في القانون العام في تخصص علم السياسة والقانون الدستوري.

## مسيرتها المهنية والسياسية
انتُخبت عائشة آيت حدو في عام 2015 رئيسة لبلدية أزيلال وكانت أول امرأة تترأس المجلس الجماعي لبلدية أزيلال، وفي عام 2016 أنتخبت كعضو في البرلمان المغربي في الانتخابات التشريعية المغربية لعام 2016 وحتى عام 2021 عن الدائرة الانتخابية الوطنية الجزء الأول المخصص للنساء كممثلة لحزب الأصالة والمعاصرة عن دائرة مدينة أزيلال، وضمن الكتلة البرلمانية لنفس الحزب، وكانت عضو لجنة العدل والتشريع وحقوق الإنسان بمجلس النواب المغربي. غادرت عائشة آيت حدو بعد ذلك حزب الأصالة والمعاصرة لكي تنضم إلى حزب الحركة الشعبية، والذي رشحها في عام 2021 لخوض انتخابات المجالس الجماعية.

## التكريمات
حظيت عائشة آيت حدو في عام 2019 بالتكريم من جمعية تيفاوين بالتعاون مع جمعية الاعالي للصحافة ضمن عدد من النساء الرائدات في مدينة أزيلال، وكان التكريم قد تم خلال فعاليات الحفل الختامي لمشروع تعزيز مشاركة النساء في تدبير الشأن المحلي الذي أقيم في 29 ديسمبر عام 2019 في بلدة بني عياط بمدينة أزيلال.